# RJR Nabisco
A RJR Nabisco foi um conglomerado americano formado em 1985 pela fusão das empresas R. J. Reynolds (fabricante de cigarros) e Nabisco (de produtos alimentícios). A RJR Nabisco foi comprada, numa operação de leveraged buyout, pelo grupo de investimentos Kohlberg Kravis Roberts & Co. em 1988. O valor de 25 bilhões de dólares fez dessa a maior operação de leveraged buyout até aquela data.
Em 1999, graças a temores de possíveis pagamentos de indenização por ações judiciais contra empresas de cigarros, a empresa tabagista R. J. Reynolds foi separada do conglomerado, voltando a ser uma companhia independente. A RJR Nabisco passou a ser chamada de Nabisco Holdings Corporation, e foi comprada pela Phillip Morris, hoje Altria, em 2000, e incorporada à Kraft Foods, então pertencente à Phillip Morris. A Kraft Foods separou-se da Altria em 2007, e permanece com o controle da Nabisco.